# أحمد الرحيلي
أحمد الرحيلي الحربي، حارس مرمى سعودي، يلعب في نادي النصر(إعارة).
لعب سابقاً مع النادي الأهلي ونادي الرائد .

## روابط خارجية
- أحمد الرحيلي على موقع Soccerway.com (الإنجليزية)